# George Hardwick
George Hardwick (Saltburn-by-the-Sea, 2 febbraio 1920 – 19 aprile 2004) è stato un allenatore di calcio e calciatore inglese, di ruolo difensore.

## Palmarès

### Giocatore

#### Competizioni nazionali
- Third Division North: 1

Oldham: 1952-1953